# Hemibidessus
Hemibidessus es un género de coleópteros adéfagos  perteneciente a la familia Dytiscidae. 

## Especies
- Hemibidessus conicus	Zimm.
- Hemibidessus plaumanni	Gschwendtner 1935
- Hemibidessus spangleri	Miller 2001
- Hemibidessus spiroductus	Miller 2001